# 大勝王冠

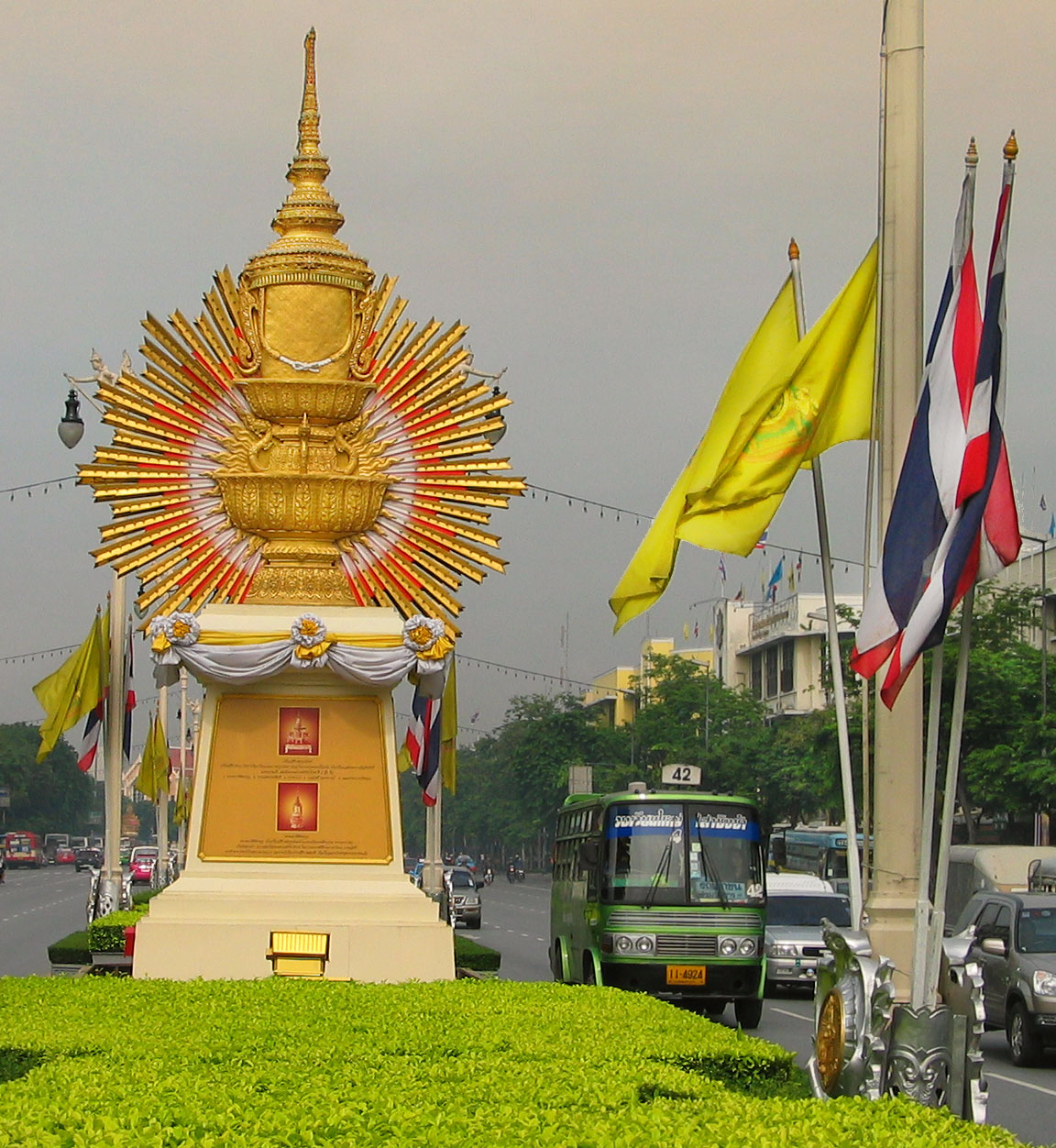
バンコク市街に置かれたプラマハーピチャイモンクットの形をした飾り物

大勝王冠 (พระมหาพิชัยมงกุฎ, Phra Maha Pichai Mongkut, Great Crown of Victory) はタイ国王の王権を象徴する五種の神器の一つで、王冠である。高さおよそ66センチ、重さ7.3キログラムの金でできている。1782年にラーマ1世の命で作られた。各所にダイヤモンドなどの宝石がちりばめられている。ラーマ4世（モンクット王）は、インド産のプラマハーウィチエンと名付けられたダイヤをこの冠の天辺にはめ込んでいる。